# Glossopteris
Glossopteris (del grec glossa (γλώσσα), 'llengua', per la forma de les fulles) és un gènere de plantes extintes. És el gènere més gran i més conegut de l'ordre Glossopteridales

## Història
Els Glossopteridales aparegueren al principi del Permià al gran continent de Gondwana. Van ser dominants en la flora, però desaparegueren de gairebé tot arreu al final del permià. Els únics registres del Triàsic pertanyen a l'Índia, a Nidpur.
S'han identificat més de 70 espècies fòssils d'aquest gènere només a l'Índia, amb més espècies a Amèrica del Sud, Austràlia, Àfrica, Madagascar i Antàrtida. També s'ha trobat al Marroc, Oman, Anatòlia, Nova Guinea i Tailàndia.

## Taxonomia
Considerat durant molt de temps una mena de falguera des del seu descobriment el 1824, després s'ha classificat com a gimnosperma. Les anàlisis recents la consideren dins del grup de Corystospermales, Caytoniales, Bennettitales, Pentoxylales, Gnetales i angiospermes.

## Biologia

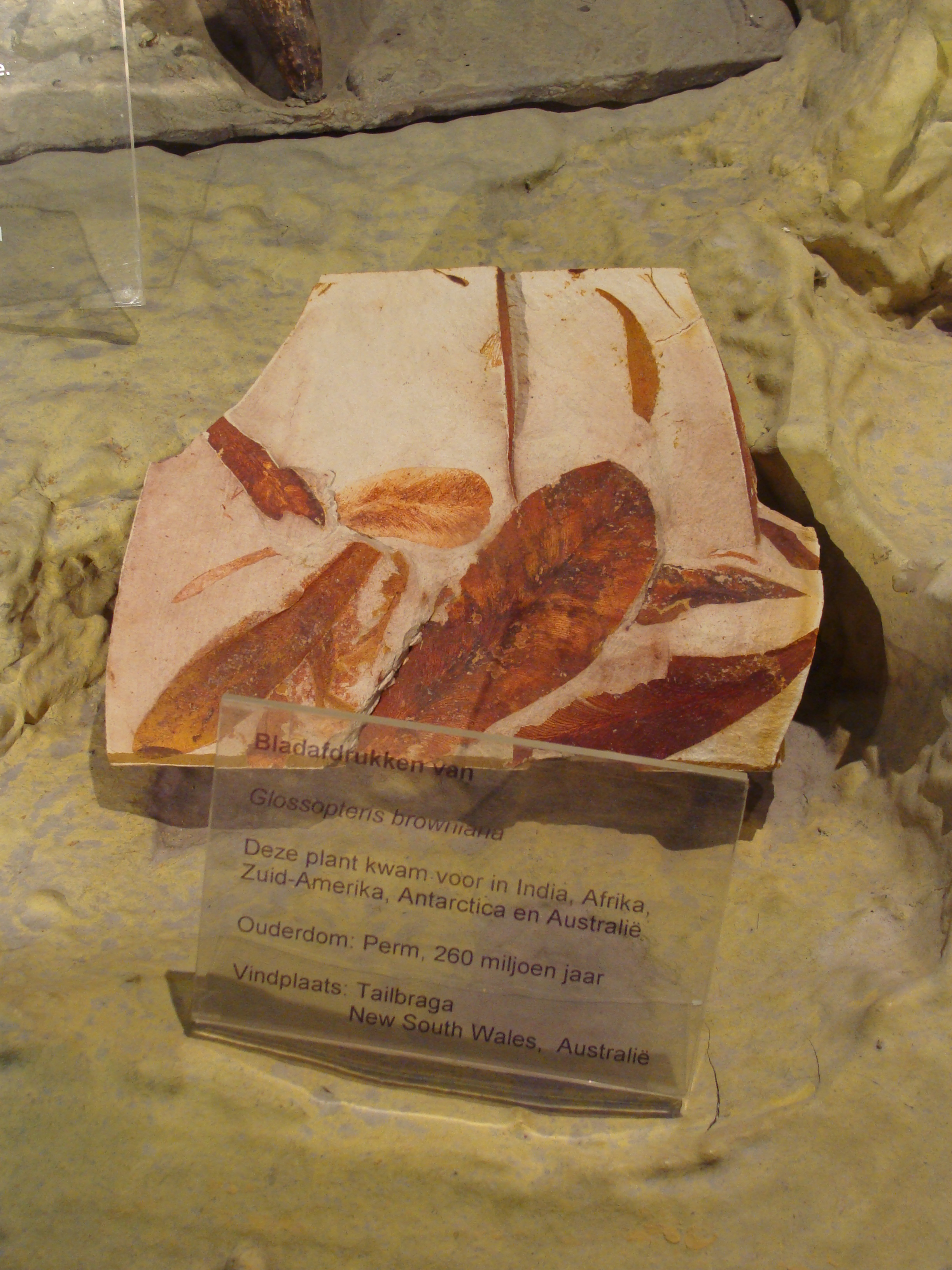
Glossopteris browniana fòssil a l'Artis zoo, Amsterdam

Glossopteris era una planta llenyosa amb llavors, i era un arbre o arbust; alguns, sembla que arribaven a fer 30 m d'alt. Tenien fusta tova a l'interior com les Araucariaceae.
Sembla que creixien en sòls molt humits o inundats, com l'actual xiprer dels aiguamolls. Les fulles anaven de 2 a 30 cm de llarg.